# Lijst van afleveringen van Victorious
Het volgende is de lijst van afleveringen van de Amerikaanse sitcom Victorious, die zijn première had op Nickelodeon op 27 maart 2010.
Tori Vega (Victoria Justice), André Harris (Leon Thomas III), Cat Valentine (Ariana Grande), Beck Oliver (Avan Jogia), Jade West (Elizabeth Gillies), Robbie Shapiro (Matt Bennett) en Trina Vega (Daniella Monet) zitten op de school Hollywood Arts waar ze hun acteer en zangtalenten beoefenen.

## Overzicht
| Seizoen | Aantal afleveringen | Uitgezonden                         | Verschijningsdatum dvd | Verschijningsdatum dvd | Verschijningsdatum dvd | Verschijningsdatum dvd |
| Seizoen | Aantal afleveringen | Uitgezonden                         | Deel 1                 | Deel 2                 | Deel 1                 | Deel 2                 |
| ------- | ------------------- | ----------------------------------- | ---------------------- | ---------------------- | ---------------------- | ---------------------- |
| 1       | 20                  | 27 maart 2010 - 26 maart 2011       | 6 juli 2011            | 1 november 2011        | 14 maart 2012          | 19 september 2012      |
| 2       | 14                  | 2 april 2011 - 26 december 2011     | 15 mei 2012            | 15 mei 2012            | 16 januari 2013        | 16 januari 2013        |
| 3       | 13                  | 28 januari 2012 - 30 juni 2012      |                        |                        |                        |                        |
| 4       | 13                  | 22 september 2012 - 2 februari 2013 |                        |                        |                        |                        |

### Dvd's
| Titel                                  | Datum           | Disks | Afleveringen           | Extra's                                  | In Nederland te krijgen |
| -------------------------------------- | --------------- | ----- | ---------------------- | ---------------------------------------- | ----------------------- |
| Victorious: Seizoen 1, Vol. 1          | 6 augustus 2011 | 2     | 1-7, 10, 15, 19        | iCarly aflevering: iAm your Biggest Fan. | Ja                      |
| Victorious: Seizoen 1, Vol. 2          | 1 november 2011 | 2     | 8, 9, 11-14, 16-18, 20 | Big Time Rush aflevering.                | Ja                      |
| Victorious: The Complete Second Season | 15 mei 2012     | 2     | 21-32, 34              | Achter de schermen bij Locked Up.        | Ja                      |

## Seizoen 1 (2010-2011)
- Dit seizoen was opgenomen van 25 februari 2009 tot april 2010.
- Victoria Justice, Leon Thomas III, Matt Bennett en Elizabeth Gillies zijn in alle afleveringen te zien.
- Avan Jogia
- Ariana Grande was absent voor 2 afleveringen.
- Daniella Monet was absent voor 4 afleveringen.
- Alle afleveringen van dit seizoen zijn in Nederland uitgezonden.
- Bij dit seizoen samen met seizoen 2 hoort een cd getiteld: Victorious music from the hit tv show. Dit is ook de éérste cd van Victorious.
- Dit is nu te zien op Netflix.

| Nr. | Aflevering | Titel                                                | Regisseur     | Schrijver         | Uitzenddatum      | Productiecode |  |
| --- | ---------- | ---------------------------------------------------- | ------------- | ----------------- | ----------------- | ------------- |  |
| 1 | 1          | Het Begin (Pilot)                                    | Steve Hoefer  | Dan Schneider     | 27 maart 2010     | 101           |  |
| Tori Vega (Victoria Justice) krijgt de kans om te studeren aan Hollywood Arts, een elite school voor podiumkunsten, nadat ze haar zus Trina (Daniella Monet) heeft vervangen bij een schooloptreden. Met wat hulp van haar nieuwe beste vriend Andre Harris (Leon Thomas III), krijgt Tori een staande ovatie en accepteert ze de uitnodiging voor Hollywood Arts. Op haar eerste schooldag ontmoet ze Cat Valentine (Ariana Grande), een emotionele drama queen, Robbie Shapiro (Matt Bennett), een verlegen nerd die zijn mening vooral via zijn handpop Rex uit, de knappe Beck Oliver (Avan Jogia), en zijn populaire, maar gemene vriendin Jade West (Elizabeth Gillies). Nadat ze per ongeluk koffie over Becks trui morst, haalt Tori Jades woede op de hals, die denkt dat Tori Beck aan het versieren is. Nadat Jade haar flink te grazen neemt, vraagt Tori zich af of ze wel goed genoeg is voor deze school. Blijft Tori op Hollywood Arts, of niet? Liedje: "Make It Shine" Opmerking: Nickelodeon noemde deze uitzending een "sneak preview" na de Kids' Choice Awards van 2010, met 5,7 miljoen kijkers had Victorious de hoogste kijkcijfers voor een live-action-serie première op Nickelodeon ooit.Eerder werd gemeld dat de Victorious première minder kijkers had dan die van Big Time Rush. Maar Dan Schneider meldde dat dit een fout van Nickelodeon was. De originele uitzending was een verlengde versie. Volgende uitzendingen hadden verscheidene scènes minder. |            |                                                      |               |                   |                   |               |  |
| 2 | 2          | De Vogelscène (The Bird Scene)                       | Steve Hoefer  | Dan Schneider     | 11 april 2010     | 102           |  |
| Tori wil auditie doen voor de hoofdrol in het toneelstuk "Moonlight Magic" waarvoor Andre de muziek geschreven heeft. Volgens dramadocent Sikowitz, moet ze eerst slagen voor de monoloog "The Bird Scene", voordat ze in elk ander schooltoneelstuk mag spelen. Verder staat Tori ook nog voor het probleem hoe ze haar locker moet versieren. Intussen geven Andre en Robbie zich op voor balletles, om meisjes te ontmoeten. Helaas blijken ze niet de enigen met dat idee te zijn. |            |                                                      |               |                   |                   |               |  |
| 3 | 3          | Een harde les (Stage Fighting)                       | Steve Hoefer  | George Doty IV    | 18 april 2010     | 103           |  |
| Jade en Tori moeten samen een vechtscène spelen, maar het gaat mis wanneer Tori Jade in haar gezicht slaat met een wandelstok. Als ze zegt dat ze Jade niet in haar gezicht sloeg, maar miste, gelooft niemand dat. Als die dag daarna Jade water in haar gezicht krijgt loopt ze naar binnen. André ziet dat haar blauwe oog uitloopt. Maar het is make-up. Indertussen doet Trina een auditie met Robbie waarbij ze moeten zoenen, maar Robbie denkt dat Trina hem echt leuk vindt. |            |                                                      |               |                   |                   |               |  |
| 4 | 4          | Feestnummer (The Birthweek Song)                     | Adam Weissman | Jake Farrow       | 25 april 2010     | 107           |  |
| Trina’s verjaarweek komt eraan, maar Tori weet niet welk cadeau ze aan haar moet geven. Andre stelt voor om een lied te schrijven, en samen geven ze op Trina’s feestje een spetterend optreden. Trina vindt dit echter geen echt cadeau, omdat het geen geld heeft gekost. Intussen helpen Robbie en Cat Robbies oma met haar computer. Het gaat echter mis wanneer Robbies oma Cat voortdurend beledigt. Liedje: "You're the Reason" Afwezig: Avan Jogia als Beck Oliver Gastrollen: Renée Taylor als Mamaw, Robbies oma |            |                                                      |               |                   |                   |               |  |
| 5 | 5          | Jade dumpt Beck (Jade Dumps Beck)                    | Steve Hoefer  | Matt Fleckenstein | 2 mei 2010        | 106           |  |
| Jade wordt jaloers als ze merkt dat Beck omgaat met een knappe beroemdheid, die hij heeft ontmoet bij yoga-les en dumpt Beck. Al snel krijgt Jade spijt van haar beslissing, en roept Tori’s hulp in om hem terug te winnen. Intussen moet Robbie voor TheSlap.com een recensie schrijven over Trina’s onewomanshow "Trina!". Hij komt echter in de problemen als blijkt dat het toneelstuk lachwekkend slecht is, maar Trina hem dwingt een goede recensie te schrijven. Liedje: "Chicago" Afwezig: Ariana Grande als Cat Valentine Opmerking: Jerry Trainor uit iCarly, maakt een gastoptreden in het publiek van Trina's show, hij had geen tekst. |            |                                                      |               |                   |                   |               |  |
| 6 | 6          | Tori de zombie (Tori The Zombie)                     | Russ Reinsel  | Dan Schneider     | 8 mei 2010        | 105           |  |
| Cat gebruikt Tori voor haar opdracht van de make-upklas: laat iemand eng uitzien. Alles gaat mis wanneer ze een zombiemasker maakt met cementlijm, en het vast blijft plakken op Tori’s gezicht. Tori stuurt Trina en Cat op weg om een oplosmiddel te halen, maar ze zijn niet op tijd terug voor het toneelstuk waar Tori de hoofdrol in speelt. Liedje: "Finally Falling" Opmerking: Trina's ringtone is dezelfde als die van Spencer in iCarly, iCarly en Victorious hebben dezelfde makers. |            |                                                      |               |                   |                   |               |  |
| 7 | 7          | Robbarazzi(Robarazzi)                                | Steve Hoefer  | Arthur Gradstein  | 4 juni 2010       | 108           |  |
| Omdat Robbie dreigt te worden ontslagen bij TheSlap.com, publiceert hij het privéleven van zijn vrienden. Het blijkt een grote hit te zijn, maar zijn vrienden zijn hier niet blij mee. Intussen is Cat verslaafd aan het kopen van allerlei spullen uit een catalogus, genaamd "The Sky Store". Afwezig: Daniella Monet als Trina Vega |            |                                                      |               |                   |                   |               |  |
| 8 | 8          | Over de kook (Survival of the Hottest)               | Russ Reinsel  | Dan Schneider     | 26 juni 2010      | 117           |  |
| Vanwege een hittegolf in Los Angeles besluiten Tori en haar vrienden om naar Venice Beach te gaan om af te koelen. Maar daar aangekomen zit de groep (behalve Cat die snel naar het toilet ging) vast in Becks camper, omdat een andere camper naast hen staat en zo de deur blokkeert. Terwijl de rest vastzit, is Cat aan het feesten met vier knappe jongens, helemaal vergeten dat haar vrienden op haar wachten. Liedje: "Make It Shine" |            |                                                      |               |                   |                   |               |  |
| 9 | 9          | Wi-Fi in de lucht (Wifi in the Sky)                  | Steve Hoefer  | Dan Schneider     | 27 augustus 2010  | 118           |  |
| Omdat Tori’s en Trina’s vlucht is vertraagd, gebruikt Tori web conferencing om de schoolopdracht die ze moet doen met Andre, Cat en Beck toch nog op tijd af te krijgen. Terwijl Tori hard wil doorwerken, worden de andere drie steeds afgeleid door dingen om hen heen. Intussen zit een klein jongetje in het vliegtuig Trina voortdurend lastig te vallen. Gastrollen: Perez Hilton als zichzelf |            |                                                      |               |                   |                   |               |  |
| 10 | 10         | Becks grote doorbraak (Beck's Big Break)             | David Kendall | Arthur Gradstein  | 25 september 2010 | 104           |  |
| Beck heeft een kleine rol in een film, met de beroemde actrice Melinda Murray in de hoofdrol. Hij nodigt zijn vrienden uit voor de open auditie voor figuranten. Door een meningsverschil tussen Tori en Melinda over Becks tekst, wordt Beck uit het stuk gehaald. Ze probeert hem met alle macht terug in de film te krijgen. Intussen meldt Robbie zich bij de leerlingbegeleider: hij heeft rare nachtmerries over Rex. Afwezig: Daniella Monet als Trina Vega Gastrollen: Ellen Hollman als Melinda Murray |            |                                                      |               |                   |                   |               |  |
| 11 | 11         | De Grote Ping-Pong Leugen (The Great Ping Pong Scam) | Steve Hoefer  | Matt Fleckenstein | 1 oktober 2010    | 115           |  |
| Tori wordt achterdochtig wanneer haar vrienden haar beginnen te vermijden. Ze ontdekt dat ze allemaal lid zijn van het pingpongteam van school. Als Tori erachter komt wat er allemaal gaande is in het mysterieuze pingpongteam, wordt het letterlijk een heel smakelijk verhaal. Liedje: "Tell Me That You Love Me" Afwezig: Daniella Monet als Trina Vega |            |                                                      |               |                   |                   |               |  |
| 12 | 12         | Cats nieuwe vriendje (Cat's New Boyfriend)           | Adam Weissman | Arthur Gradstein  | 8 oktober 2010    | 112           |  |
| Cat heeft een vriendje, maar dit blijkt Tori's ex-vriendje te zijn. Tori zegt dat ze het niet erg vindt, maar wordt uiteindelijk toch jaloers. Intussen overtuigt Trina Robbie, Andre, Beck en Jade ervan om hun voeten in een bak met callus-etende vissen te stoppen, die ze van een paar vreemden heeft gekocht. Gastrollen: Matt Angel als Daniel |            |                                                      |               |                   |                   |               |  |
| 13 & 14 | 13 & 14    | Freak the Freak Out                                  | Steve Hoefer  | Dan Schneider     | 26 november 2010  | 119 & 120     |  |
| Tori is het zat om voor Trina te zorgen, nadat hun ouders een weekend weg zijn. Trina maakt het Tori lastig, terwijl Tori’s vrienden allemaal in de nieuwe karaokebar Karaoke Dokie zijn. Jade en Cat gaan daar een sing-off aan met Hayley en Tara, maar ondanks dat Hayley en Tara heel slecht zijn, winnen ze toch: hun vader is de baas van de karaokebar. Jade en Cat roepen Tori’s hulp in. Intussen heeft Rex een date met twee meisjes. Liedjes: "Forever Baby", "Number One", "Give It Up", "Hate Me, Love Me", "Freak the Freak Out", en "(Number One) My World", Gastrollen: Jillian Clare als Hayley Ferguson, Jamie Snow als Tara Gang en Tom Virtue als Joey Ferguson Afwezig: Jake Farrow als Rex Powers (Deel 2) |            |                                                      |               |                   |                   |               |  |
| 15 | 15         | Rex sterft (Rex Dies)                                | Russ Reinsel  | Jake Farrow       | 8 januari 2011    | 110           |  |
| Rex is heel erg beschadigd als hij in de ventilator terechtkomt die Tori heeft gemaakt voor het toneelstuk van Andre en Robbie. Tori, Beck, Jade en Cat nemen Rex mee naar het ziekenhuis. Iedereen is het ermee eens om Rex te doden. Intussen probeert Andre zichzelf op commando te laten huilen. Als Cat Rex’ situatie uitlegt aan de zuster, wordt ze naar een psychiater gestuurd. Liedje: "Forever Baby" |            |                                                      |               |                   |                   |               |  |
| 16 | 16         | De Diddly-Bops (The Diddly-Bops)                     | Steve Hoefer  | Matt Fleckenstein | 17 januari 2011   | 111           |  |
| Tori en haar vrienden worden geboekt door een vriend van meneer Sikowitz, ze moeten als "The Diddly-Bops" een optreden voor kleuters geven. Daarnaast krijgt Andre de kans van zijn leven als hij wordt gebeld door een platenmaatschappij. Hij kan zijn contract echter vergeten als de producer een filmpje van het optreden van "The Diddly-Bops" op internet heeft gezien. Samen met Tori treedt hij op, om zo toch nog het platencontract in de wacht te slepen. Liedjes: "Broken Glass", "Favourite Foods", "Song2You", |            |                                                      |               |                   |                   |               |  |
| 17 | 17         | Wok Ster (Wok Star)                                  | Adam Weissman | Jake Farrow       | 17 januari 2011   | 116           |  |
| Jade schrijft haar eigen toneelstuk "Well Wishes", maar ze mag het van school niet opvoeren. Tori besluit Jade te helpen om het toneelstuk zelf te produceren, met hulp van mevr. Lee, de eigenaresse van het Chinese restaurant Wok Star. Zij biedt aan om alle kosten voor Jades toneelstuk te betalen. De situatie lijkt ideaal, totdat mevr. Lee drastische veranderingen in het script wil doorvoeren, en haar dochter Daisy mee wil laten doen in het toneelstuk. Gastrollen: Susan Chuang als mevr. Lee en Jade-Lianna Peters als Daisy |            |                                                      |               |                   |                   |               |  |
| 18 | 18         | The Wood                                             | David Kendall | Dan Schneider     | 5 februari 2011   | 114           |  |
| Robbie en Trina moeten in de Grub Truck werken, omdat ze eigenaar Festus per ongeluk hebben verwond. Dit is veel zwaarder dan dat ze hadden verwacht. Intussen zijn Tori, Andre, Beck en Jade erg blij te horen als blijkt dat zij de hoofdrollen krijgen in de realitysoap "The Wood", gefilmd op Hollywood Arts. Als de producers twee afzonderlijke telefoongesprekken zo ombuigen dat het lijkt alsof Tori en Beck elkaar leuk vinden, is voor Jade de maat vol. Dan blijkt dat de producers gewoon entertainment willen in de realityserie. De groep besluit zelf drama te gaan maken voor de show, met alle gevolgen van dien. Liedje: "Forever Baby" (Engels en Spaans) Afwezig: Ariana Grande als Cat Valentine |            |                                                      |               |                   |                   |               |  |
| 19 | 19         | Een film van Dale Squires (A Film by Dale Squires)   | Adam Weissman | George Doty IV    | 5 maart 2011      | 109           |  |
| Tori en haar vrienden zijn enthousiast als blijkt dat ze mogen werken aan een film van Dale Squires. Maar nadat hij alle eer voor hun werk heeft opgestreken, nemen ze wraak. Intussen zijn Robbie en Beck druk bezig met Robbies nieuwe cabriolet. Robbie probeert de aandacht te trekken van de meisjes die komen kijken naar Beck die de auto repareert. Gastrollen: Stephen Lunsford als Dale Squires |            |                                                      |               |                   |                   |               |  |
| 20 | 20         | Logeerpartij bij Sikowitz (Sleepover at Sikowitz's)  | Russ Reinsel  | George Doty IV    | 26 maart 2011     | 113           |  |
| Sikowitz nodigt Tori en haar vrienden uit in zijn huis, om hen iets te leren over method acting. Ze hebben elk van hen een rol gekregen: Tori speelt een politieagente met te veel lippenstift, die geobsedeerd is door cornflakes, Andre speelt een marathonrenner die zwanger is, Jade speelt een lieve boerendochter uit Alabama die nooit boos wordt, Cat speelt een irritante stand-up comédienne uit de jaren 80, Beck speelt een Brit die andere mensen graag aanraakt en Robbie speelt een motiverend spreker op onstabiele benen. Degene die uit zijn rol valt, moet onmiddellijk Sikowitz’ huis verlaten. Intussen willen mr. en mevr. Vega genieten van een romantisch avondje, maar ze worden steeds lastiggevallen door de leerlingen die geëlimineerd zijn uit Sikowitz’ spel. Afwezig: Daniella Monet als Trina Vega |            |                                                      |               |                   |                   |               |  |

## Seizoen 2 (2011)
- Dit seizoen was opgenomen van oktober 2010 tot februari 2011.
- Victoria Justice, Leon Thomas III, Matt Bennett, Elizabeth Gillies en Ariana Grande zijn in alle afleveringen te zien.
- Daniella Monet was absent voor 2 afleveringen.
- Avan Jogia was absent voor 3 afleveringen.
- Alle afleveringen van dit seizoen zijn in Nederland uitgezonden.
- Bij dit seizoen samen met seizoen 1 hoort een cd getiteld : Victorious music from the hit tv show.

| Nr. | Aflevering | Titel                                          | Regisseur     | Schrijver                                                             | Uitzenddatum      | Productiecode |  |
| --- | ---------- | ---------------------------------------------- | ------------- | --------------------------------------------------------------------- | ----------------- | ------------- |  |
| 21 | 1          | Smeken op m'n knieën (Beggin' on Your Knees)   | Steve Hoefer  | Jake Farrow                                                           | 2 april 2011      | 209           |  |
| Tori valt voor een knappe klasgenoot Ryder Daniels, die haar vraagt om met hem een duet te zingen. Dit doet hij alleen omdat Tori de beste zangeres uit de klas is en hij zo een hoger cijfer kan krijgen. Ondertussen ondergaat Robbie een make-over om meiden aan te kunnen trekken. Cat krijgt steeds noodoproepen op haar nieuwe mobiele telefoon. Gastrollen: Ryan Rottman als Ryder Daniels Liedje: "Beggin' on your Knees" |            |                                                |               |                                                                       |                   |               |  |
| 22 | 2          | Beck valt in voor Tori (Beck Falls For Tori)   | Steve Hoefer  | Dan Schneider                                                         | 16 april 2011     | 201           |  |
| Tori krijgt van Sikowitz een auditie voor een film, maar in plaats van een rol wordt Tori gecast als stuntvrouw, omdat op haar cv staat dat ze aan karate doet. Tori moet een stunt uitvoeren waarbij ze van een 12 meter hoog platform moet vallen en het risico loopt naast het kussen te vallen. Cat draagt verschillende kostuums die ze tijdens de aflevering maakt. Afwezig: Daniella Monet als Trina Vega |            |                                                |               |                                                                       |                   |               |  |
| 23 | 3          | Ijs voor Ke$ha (Ice Cream For Ke$ha)           | Adam Weissman | Arthur Gradstein                                                      | 22 april 2011     | 210           |  |
| Na het verliezen van een weddenschap, die ze als kinderen hadden gesloten, wordt Tori een maand lang de assistent van Trina. Tori en haar vrienden proberen een privé-concert van Ke$ha te winnen. Hiervoor moeten ze de letters K, E, $, H en A vinden. Deze zijn te vinden onderin potten roomijs. Wie als eerst alle letters heeft gevonden wint het concert. Gastrollen: Ke$ha als zichzelf en Louis Sebert als zichzelf Liedje: "Blow" |            |                                                |               |                                                                       |                   |               |  |
| 24 | 4          | Tori zit vast (Tori Gets Stuck)                | Russ Reinsel  | Jake Farrow                                                           | 14 mei 2011       | 205           |  |
| Tori en Jade concurreren voor de hoofdrol in het toneelstuk "Steamboat Suzy". De auditie wordt gewonnen door Tori. Als Robbie met spoed naar het ziekenhuis moet, moet Tori bloed afstaan aan Robbie, hetgeen haar hoofdrol in gevaar brengt. Jade probeert er voor te zorgen dat Tori niet in het stuk kan spelen. Trina gaat naar een oude zieke man met tuberculose om te zien hoe ze de rol van een ziek meisje moet spelen, maar krijgt zelf tuberculose. Afwezig: Avan Jogia als Beck Oliver Liedje: "The Captain is She" |            |                                                |               |                                                                       |                   |               |  |
| 25 | 5          | Promverknaller (Prom Wrecker)                  | Adam Weissman | Matt Fleckenstein                                                     | 21 mei 2011       | 211           |  |
| Tori besluit om een schoolfeest te organiseren op Hollywood Arts. Jade is hier niet blij mee omdat Tori het feest heeft georganiseerd op dezelfde avond als haar kunstproject en ze weigert dit te laten stoppen. Jade besluit om naar het feest te gaan om wraak te nemen. Nadat Cat Robbie heeft laten zitten voor het feest denkt hij dat Cat liegt over het hebben van een date. Trina vraagt Sinjin of hij haar de feestkoningin-verkiezingen kan laten winnen. Hij wil dit laten gebeuren als zij zijn date voor het feest wil zijn. André heeft een nieuwe vriendin, maar zij wil alleen zoenen en hij wordt hier gek van. Afwezig: Avan Jogia als Beck Oliver Liedje: "Best Friend's Brother" |            |                                                |               |                                                                       |                   |               |  |
| 26 & 27 | 6 & 7      | Gevangen In Het Buitenland (Locked Up)         | Steve Hoefer  | Dan Schneider                                                         | 30 juli 2011      | 203 & 204     |  |
| Festus biedt Tori en haar vrienden een reis naar zijn thuisland, Yerba, aan. Dit wordt volledig vergoed als zij elke avond een show in het hotel geven. Hun reis is echter niet zoals ze hadden verwacht. Er zitten gevangenen in hun hotel en de leefomstandigheden zijn vervelend. Ze worden gedwongen te blijven om de show te geven. Als de kanselier van het land komt kijken naar de show vliegt tijdens het optreden Tori's schoen tegen het enige oog van de kanselier waarmee hij kan zien aan en ze wordt veroordeeld voor vier jaar gevangenis. De rest probeert de kanselier over te halen om Tori vrij te laten. Als Robbie de octopus van de Kanselier per ongeluk heeft gedood komen ze allemaal in de gevangenis terecht. Ze hebben een moeilijke tijd tot Sikowitz, vermomd als een Yerbanese gevangenisbewaker, komt waarop Tori een plan om te ontsnappen verzint. Liedje: "All I Want is everything" Coverliedje: "I Want You Back" van Jackson 5 |            |                                                |               |                                                                       |                   |               |  |
| 28 | 8          | Een Hellendig Schoolhoofd (Helen Back Again)   | Russ Reinsel  | Arthur Gradstein                                                      | 10 september 2011 | 202           |  |
| Helen, voormalig actrice uit Drake & Josh, wordt directrice van Hollywood Arts. Iedereen moet auditie doen om te bewijzen dat ze wel op Hollywood Arts horen. Helen vindt het liedje van Tori niet goed klinken en Tori wordt van school gestuurd. Maar als blijkt dat Trina en Tori verward zijn door een administratiefout en dat Trina eigenlijk diegene is die weg moet, probeert de bende Trina te helpen. Gastrollen: Yvette Nicole Brown als Helen Liedje: "Make it Shine" Opmerking: Toen Helen een kluisje pakte zat er op het kluisje een sticker van iCarly. |            |                                                |               |                                                                       |                   |               |  |
| 29 | 9          | Wie deed dat bij Trina? (Who Did It to Trina?) | Adam Weissman | Dan Schneider                                                         | 17 september 2011 | 208           |  |
| Trina speelt de hoofdrol in een toneelstuk. Tijdens het toneelstuk raakt een haak los en valt Trina op de grond. Lane vindt de losse haak en Tori, Andre, Cat, Jade, Robbie en Rex moeten zich bij hem melden. Allemaal vertellen ze wat er voor het toneelstuk gebeurde. Afwezig: Avan Jogia als Beck Oliver Opmerking: Tijdens het gesprek vertelde Cat, dat Tori en Jade in een sushifabriek werkten, dit is niet echt gebeurd, maar was een scène uit de voormalige tv-show Drake & Josh. Nathan Kress van iCarly was bij het toneelstuk aanwezig. |            |                                                |               |                                                                       |                   |               |  |
| 30 | 10         | Lerarenleed (Tori Tortures Teacher)            | Russ Reinsel  | Matt Fleckenstein                                                     | 1 oktober 2011    | 206           |  |
| Mr. Sikowitz viert dat hij al tien jaar lang als leraar op Hollywood Arts werkt, dit doet hij samen met zijn leerlingen. Zijn leerlingen nemen hem mee naar een toneelstuk. Sikowitz voelt zich na dit toneelstuk erg depressief en Tori voelt zich hier schuldig over. Ze vindt dat ze dit moet oplossen. Beck en Jade hebben ruzie over berichtjes die ze naar elkaar sturen. Trina verkleedt zich als pizzabezorgster om een vriendje te krijgen. |            |                                                |               |                                                                       |                   |               |  |
| 31 | 11         | Liefdesliedjes (Jade Gets Crushed)             | Clayton Boen  | Dan Schneider                                                         | 8 oktober 2011    | 207           |  |
| Andre raakt verliefd op Jade, nadat ze samen aan een liedje werkten. Tori gaat hem hiermee helpen. Tori gaat een Technisch Theater Examen doen om in een R&B zangklas te kunnen komen. Hierbij scoort ze hoger dan Robbie, die haar alles geleerd heeft. Cat heeft springschoenen. Afwezig: Daniella Monet als Trina Vega Liedje: "365 Days" |            |                                                |               |                                                                       |                   |               |  |
| 32 | 12         | Het paradetaartje (Terror on Cupcake Street)   | Steve Hoefer  | Dan Schneider                                                         | 15 oktober 2011   | 212           |  |
| Sikowitz geeft de leerlingen de taak om een wagen te verzinnen voor een parade. Cat mocht kiezen en kiest voor een wagen in de vorm van een cupcake, die ze op het bord tekent. Met behulp van haar vrienden wordt de cupcake-wagen gemaakt. Trina mocht niet mee maar ze is toch mee gegaan terwijl niemand haar ziet. De band van de cupcake gaat lek en Sikowitz gaat op zoek naar een nieuwe band buiten in een enge wijk. Sikowitz wordt opgepakt door de politie omdat ze zijn verhaal belachelijk vinden en Tori gaat ondertussen ook op zoek naar een band. Uiteindelijk vindt ze een paar mannen die er doodeng uitzien maar heel aardig blijken en de band maken. Dan kunnen ze weer op weg naar de parade. Ondertussen rent Sikowitz weg voor de politie. |            |                                                |               |                                                                       |                   |               |  |
| 33 | 13         | Tori in de Gloria (A Christmas Tori)           | Steve Hoefer  | Dan Schneider & Warren Bell                                           | 3 december 2011   | 301           |  |
| Het is kerst op Hollywood Arts en er gebeurt van alles. Sikowitz dwingt iedereen om mee te doen aan lootjes trekken voor De Geheime Kerstman. De persoon die het domste cadeau geeft, moet voor straf met hem langs de deuren gaan om te kerstjodelen. Verder werken Trina en Robbie aan een grote kerstboom en heeft Beck slaapproblemen. Liedje: "It's Not Christmas Without You" |            |                                                |               |                                                                       |                   |               |  |
| 34 | 14         | Blooptorious                                   | Russ Reinsel  | Darren Thomas, Stefanie Ledar, Erica Spates & Sam Littenburg-Weisberg | 26 december 2011  | 213           |  |
| In deze aflevering laten ze alle bloopers uit seizoen 1 en 2 van Victorious zien. Ze komen in een talkshow terecht die door Rex als Christopher Cane wordt gepresenteerd. Opmerking: Rex (Christopher Cane) komt ook in de talkshow van iCarly voor waar ook bloopers worden vertoond. |            |                                                |               |                                                                       |                   |               |  |

## Seizoen 3 (2012)
- Dit seizoen was opgenomen van oktober 2011 tot 2012.
- Dit seizoen is in Nederland van 13 oktober 2012 tot 2 maart 2013 uitgezonden.
- Alle afleveringen van dit seizoen zijn in Nederland uitgezonden.
- Bij dit seizoen hoort ook een cd getiteld: Victorious: 2.0 more music from the hit tv show.

| Nr. | Aflevering | Titel                                                | Regisseur     | Schrijver                            | Uitzenddatum     | Productiecode |  |
| --- | ---------- | ---------------------------------------------------- | ------------- | ------------------------------------ | ---------------- | ------------- |  |
| 35 | 1          | De Nablijfclub (The Breakfast Bunch)                 | Steve Hoefer  | Dan Schneider & Jake Farrow          | 28 januari 2012  | 302           |  |
| Tori, André, Cat, Robbie, Beck en Jade moeten op zaterdag op school gaan nablijven. Dit, omdat Robbie stikte in een krakeling. Tevens waren ze ook te laat voor de les. Deze aflevering is gerelateerd met de film van 1985: The Breakfast Club. Gecoverd liedje: "Don't You (Forget About Me)" door Victoria Justice |            |                                                      |               |                                      |                  |               |  |
| 36 | 2          | De Gorilla Club (The Gorilla Club)                   | Steve Hoefer  | Dan Schneider & Warren Bell          | 4 februari 2012  | 307           |  |
| Tori wil auditie doen voor een film maar ze toont te weinig lef en daarom wordt ze meegenomen naar The Gorilla Club om gevaarlijke spelletjes te doen. Andre en Robbie moeten dansen op een liedje van MC Hammer nadat zij hebben verloren van een pokerspelletje van Jade. Trina draagt hoge hakken van wel 20 cm. |            |                                                      |               |                                      |                  |               |  |
| 37 | 3          | Het Slechtste Stelletje (The Worst Couple)           | Adam Weissman | Dan Schneider & Matt Fleckenstein    | 11 februari 2012 | 303           |  |
| Sinjin organiseert een datingshow om op een website te komen. Beck en Jade hebben het moeilijk met hun relatie. Na de datingshow zijn zij het slechtste koppel. Als Beck en Jade naar Tori's huis gaan, maken ze daar nog meer problemen mee. Als Jade naar buiten gaat, moet Beck ook naar buiten toe. Als hij niet naar buiten gaat, dan maken ze het uit. Tori heeft problemen met haar PearPhone. Dit komt doordat ze haar mobiel in het toilet liet vallen. Tori wacht op een nieuwe versie van de PearPhone voordat ze een nieuwe wil kopen. |            |                                                      |               |                                      |                  |               |  |
| 38 | 4          | André's Vreselijke Vriendin (André's Horrible Girl)  | Steve Hoefer  | Dan Schneider & Warren Bell          | 18 februari 2012 | 304           |  |
| André heeft een vriendin genaamd Hope Quincy. Alleen Tori, Robbie, Beck en André vinden Hope erg irritant, dus André wil het later met haar uitmaken. André mag het niet met haar uitmaken, omdat de volgende dag de verjaardag van Hope is. Ze vieren het in Nozu, een sushi restaurant. Hopes vader (Shawn) is een muziekproducer en hij is ook bij het feest, dus André en Tori zingen een liedje om haar vader te overtuigen. Door een aardbeving raakt Hope gewond. Haar vader blijft om André en Tori's liedje te horen. Cat en Jade verblijven samen in het huis van de baas van de moeder van Cat om op zijn hond te passen. Helaas is er veel schade in zijn huis ontstaan. Beck en Robbie komen er ook bij om alle schade te laten herstellen. Alleen Beck en Jade zijn niet blij als ze elkaar zien. Door een aardbeving krijgt Cat niet de schuld van alle schade van de baas van haar moeder. Robbie heeft ook nog zijn gulp open. Gastrollen: Susan Chuang als mevr. Lee Liedje: "Countdown" door Victoria Justice en Leon Thomas III |            |                                                      |               |                                      |                  |               |  |
| 39 | 5          | Van De Regen, In De Drup (Car, Rain and Fire)        | Russ Reinsel  | Dan Schneider & Jake Farrow          | 25 februari 2012 | 305           |  |
| Cat hoort dat haar favoriete actrice Mona Patterson is overleden. Cat wil graag haar huis bezoeken. Dus zij gaat samen met Tori en Jade naar San Diego met de auto. Echter, tijdens hun reis regent het en raken ze helemaal nat. Als ze uiteindelijk in San Diego aankomen, blijkt dat Mona Patterson nog leeft. Cat dacht dat zij is overleden, maar zij is overleden in een tv-show. Dus Tori wordt helemaal nat gespoten en ze rennen weg van haar huis. Helaas blijkt dat later haar huis helemaal is afgebrand en Mona zwaargewond is geraakt. De oorzaak is een potje met lichtkransje en Mona geeft als tip aan dat Cat heeft veroorzaakt en zij rood haar heeft. Trina zegt tegen alle jongens dat zij een date met Beck heeft, zodat ze haar mee uitvragen. Daarom doet Beck net alsof hij Trina leuk vindt. André en Robbie acteren ook mee. Gastrollen: Shirley Jones als Mona Patterson |            |                                                      |               |                                      |                  |               |  |
| 40 | 6          | Tori en Jade op Oefendate (Tori and Jade's Playdate) | Adam Weissman | Dan Schneider & Matt Fleckenstein    | 3 maart 2012     | 306           |  |
| Tori, Jade, André en Beck doen een toneelstuk. André en Beck spelen een tweeling en Tori en Jade spelen een getrouwde stel. Echter, Tori en Jade hebben nog geen goede vriendschap met elkaar. Dus Sikowitz laat Tori en Jade een date met elkaar houden in de Nozu om hun vriendschap beter te laten maken. Cat en Robbie zingen het slechte nieuws voor een aantal mensen om het minder erg te maken. Alleen dat is nogal vervelend. Liedje: "Take a Hint" door Victoria Justice en Elizabeth Gillies |            |                                                      |               |                                      |                  |               |  |
| 41 | 7          | 1 April (April Fools Blank)                          | Russ Reinsel  | Dan Schneider & Matt Fleckenstein    | 24 maart 2012    | 311           |  |
| Het is 1 april, maar eigenlijk zou niemand bij Hollywood Arts grappen gaan uithalen. Echter, dat blijkt later wel zo. Cat blaast met haar trompet in het gezicht van Tori, Robbies stoel gaat ineens de lucht in en Sikowitz explodeert vanzelf. Ook is er een parodie van The Wizard of Oz. Robbie, André, Beck en Tori praten over een vulkaanuitbarsting die komt en het blijkt dat die er niet eens komt. Jade blijkt ineens blij te zijn en Sikowitz wordt gegrepen door een kreeft. Tori komt ook in de woonkamer van iCarly om naar een spelshow te gaan. De spelshow is een show van de jaren 70 en Tori wordt tijdens de show vaak gegrepen door een kreeft. Later komt Tori's buurman op bezoek om een advies te vragen en de hele cast gaat dan een liedje zingen ter advies. Gastrollen: Drake Bell als zichzelf, Dennis Haskins als mr. Belding en Jerry Trainor als Spencer Shay Liedje: "Shut Up N' Dance" |            |                                                      |               |                                      |                  |               |  |
| 42 | 8          | Tori Wordt dol gereden (Driving Tori Crazy)          | Russ Reinsel  | Dan Schneider & Matt Fleckenstein    | 14 april 2012    | 308           |  |
| Tori wil graag met de auto gebracht worden naar school. Dus Tori wordt gebracht door Trina, maar Tori moet tijdens het rijden Trina's been en oksel scheren. Tori wil niet zo meerijden, dus zij gaat de volgende dag met Beck mee naar school, alleen zij wordt verstoord door een groep meisjes in zijn auto. Dus de volgende dag gaat Tori met André mee naar school, maar Tori wordt alweer verstoord door André's oma. De volgende dag gaat Tori met Robbie mee naar school, alleen Robbies auto is geen auto, maar een skelter, waar zelfs de ouderen en kleine kinderen in speelgoedauto's hen inhalen. De volgende dag gaat Tori met Jade mee naar school, alleen ze komen in een woestijn terecht, vanwege Jade een geheime plan in haar eigen gedachte heeft. om Tori in het Schaduw CreepPark te Vermoorden en vervolgens te Begraven. Maar al snel heeft Tori haar door, en springt Tori uit de auto en loopt verder naar school toe. Als laatste verzint Cat het plan om met een feestbus naar school te gaan, alleen haar vrienden gaan ook mee. Ze zien een rapper als chauffeur, dus het is een feest om met een rap af te sluiten. Cat komt met een doos vol met batterij C en handschoenen mee naar school. Zij heeft ook op haar PearPhone een app om een feestbus te reserveren en om 90% korting te krijgen. Liedje: "Five Fingaz (to the Face)" |            |                                                      |               |                                      |                  |               |  |
| 43 | 9          | Hoe Trina Werd Toegelaten (How Trina Got In)         | Russ Reinsel  | Dan Schneider & Christopher J. Nowak | 5 mei 2012       | 309           |  |
| André, Beck, Jade en Cat willen graag weten hoe Trina bij Hollywood Arts is terechtgekomen. André vertelt dat zij bij een auditie eerst wel talent heeft, maar daarna krijgt zij door Sinjin een toneellamp tegen haar hoofd waardoor zij slecht is geworden. Daarna komt Jade met dat zij is doorgekomen na een slechte auditie door een rookbom naar de jury te gooien en de uitslagen daarna te saboteren. Daarna komt Beck met het verhaal dat Trina na een slechte auditie een vechtpartij heeft gehouden met de jury. Daarna komt met Sikowitz het verhaal dat hij het enige jurylid was, omdat de andere juryleden Sinjin moesten gaan helpen. Sikowitz werd afgeleid door bedorven kokosnootsap waardoor Trina naar Hollywood Arts mag komen, al had zij een slechte auditie. Verder moeten Tori en Robbie in de Nozu restaurant gaan werken, omdat Robbie geen geld mee heeft na de lunch. Cat bewaart snoepjes in haar beha. Gastrollen: Susan Chuang als mevr. Lee |            |                                                      |               |                                      |                  |               |  |
| 44 & 45 | 10 & 11    | Tori Gaat Voor Platina (Tori Goes Platinum)          | Steve Hoefer  | Dan Schneider & Christopher J. Nowak | 19 mei 2012      | 315 & 316     |  |
| Alle leerlingen van Hollywood Arts krijgen te horen dat ze een auditie kunnen doen voor de Platinu, Music Awards. Dat houdt in dat de winnaar als openingsact van de show mag gaan zingen. Later blijkt dat Tori de winnaar is. Tori gaat naar de producer Mason Thornesmith voor een gesprek. Tori krijgt echter een totale make-over van haar uiterlijk. Zij moet ook luisteren naar de producer met alles. Tori vindt dit niet meer leuk en zij houdt zich niet aan haar regels, waardoor ze wordt ontslagen. Jade wordt haar vervangster, omdat zij de een na beste van de audities is. André, Beck en Robbie komen haar troosten en doen een videochat met Cat en Oliver. Jade ziet het in laatste deel van de videochat (die per ongeluk nog aanstond) dat Tori en Beck met elkaar praten en bijna gaan kussen.Tori wil het wel maar ze doet het niet omdat het Jade's ex-vriendje is. Beck snapt dat wel, maar hij vindt het toch wel een beetje vreemd, omdat Tori en Jade niet echt vrienden zijn. Jade vindt dat Tori gewoon mag gaan optreden. Verder doet Trina haar hoofd in een bak vol met diverse sauzen, omdat zij van haar puisten afwil. Cat raakt verslaafd aan een bibble (fictief Engelse koekjes), en wordt vastgeketend aan een bewaker genaamd Oliver, die probeert om haar af te laten kicken van de bibble. Later blijkt dat het een drugssoort is. Gastrollen: Charles Shaughnessy als Mason Thornesmith en Jennifer Veal als Chelsea Liedje: "Make It In America" door Victoria Justice |            |                                                      |               |                                      |                  |               |  |
| 46 | 12         | Lijpe Ponnie (Crazy Ponnie)                          | Clayton Boen  | Dan Schneider & Warren Bell          | 9 juni 2012      | 310           |  |
| Tori krijgt een nieuwe vriendin genaamd Ponnie. Echter, Ponnie doet alsof zij niet echt bestaat en gaat Tori pesten. Tori's vrienden denken dat Tori gek geworden is. De oorzaak van het gepest is dat het kluisje van Tori eerst van Ponnie was. Tori kreeg het toen zij op school kwam. Tori bedenkt een plan en schakelt de politie in. Ponnie wordt later gearresteerd, omdat zij gek is. Tevens is Ponnie niet haar echte naam, maar Fawn Lebalwitz. Tori wordt met rust gelaten, maar niet helemaal. Verder heeft Cat per ongeluk de wenkbrauwen van Jade weggewaxt, waardoor zij helemaal woedend is. Toen Cat op school in slaap viel, heeft Jade het haar van Cat helemaal afgeschoren. Trina heeft een grote verkoudheid. Gastrollen: Jennette McCurdy als Ponnie |            |                                                      |               |                                      |                  |               |  |
| 47 | 13         | The Blond Squad (The Blonde Squad)                   | Steve Hoefer  | Dan Schneider & Warren Bell          | 30 juni 2012     | 313           |  |
| Tori, Cat en Jade komen in een film van Beck. Zij dragen in de film blond haar en blauwe contactlenzen. Na de opnames gaan zij naar de Nozu, terwijl zij nog steeds blond haar dragen. Cat ontmoet later een jongen Evan, die haar heel erg leuk vindt. Alleen Cat vergeet nog wel te zeggen dat zij eigenlijk rood haar en bruine ogen heeft. Tijdens de lunch komt Jade erachter dat Evan alleen meisjes met blond haar en blauwe ogen leuk vindt. Tijdens de première komt Evan naar de film en draagt Cat blond haar en blauwe lenzen. Tijdens de film komt een papegaai op haar hoofd, waardoor ze weg moet. Tori vindt dat Cat gewoon haar eigen uiterlijk moet laten zien. Uiteindelijk doet ze dat! maar Evan vindt haar gewone uiterlijk niet leuk en hij loopt weg. Om het goed te maken, zingt Robbie een liedje voor Cat. Verder heeft André een papegaai genaamd Larry die steeds wegvliegt. Gastrollen: Max Carver als Evan Smith en Darsan Solomon als Burf Liedje: "I Think You're Swell" door Matt Bennett |            |                                                      |               |                                      |                  |               |  |

## Seizoen 4 (2012-2013)
- Dit seizoen was opgenomen in 2012.
- Dit seizoen is in Nederland van 9 februari t/m 28 september 2013 uitgezonden.
- Alle afleveringen van dit seizoen zijn in Nederland uitgezonden.
- Dit is het laatste seizoen van Victorious.
- Daniella Monet was absent voor 3 afleveringen.
- Bij dit seizoen hoort ook een cd getiteld: Victorious 3.0: Even more music from the hit TV show. Dit zal ook de laatste cd van de serie worden.

| 123 | Aflevering | Titel                                              | Regisseur     | Schrijver                            | Uitzenddatum      | Productiecode |  |
| --- | ---------- | -------------------------------------------------- | ------------- | ------------------------------------ | ----------------- | ------------- |  |
| 48 | 1          | Wanko's warenhuis (Wanko's Warehouse)              | Adam Weissman | Dan Schneider & Christopher J. Nowak | 22 september 2012 | 312           |  |
| Trina vertelt aan Tori en haar vrienden dat er een uitverkoop is bij het warenhuis genaamd Wanko Warehouse. Zij vraagt aan iedereen om er mee naartoe te gaan. Een nadeel, ze komen al naar het warenhuis om 19.00 uur, maar de uitverkoop is pas de volgende ochtend om 7.00 uur. Dus ze besluiten om het warenhuis binnen te komen, de hele nacht te blijven en er als eerste voor de uitverkoop te zijn. Alleen wanneer het warenhuis gesloten is, gaat het alarm met lasers aan en dan komen ze vast te zitten. Later besluiten ze om Robbie (omdat hij het slankst is) onder de lasers te duwen en het alarm uit te laten schakelen. Alleen wanneer hij het alarm probeert uit te schakelen, komen er twee inbrekers (Billy & Barnie) het warenhuis in om het geld uit de kluis te halen. De andere weten hier niets van, Cat gaat door de lasers heen en daardoor gaat het alarm af. Dus ze besluiten om uit het warenhuis weg te gaan en ze nemen Robbie mee. Verder wachten Sinjin en Burf bij de ingang van het warenhuis met een tent en komkommer voor de uitverkoop. Gastrollen: Michael Eric Reid als Sinjin Van Cleef en Darsan Solomon als Burf |            |                                                    |               |                                      |                   |               |  |
| 49 | 2          | De Hambone Koning (The Hambone King)               | Russ Reinsel  | Dan Schneider & Matt Fleckenstein    | 29 september 2012 | 314           |  |
| Robbie heeft een video geplaatst op The Slap over hambone. Hij denkt dat hij zelf heel erg goed is. Helaas wordt hij uitgedaagd door een jongen genaamd Gerald. Ze doen een wedstrijdje en Gerald wint en is hij de hambone koning. Robbie verliest, omdat hij in zijn ballen sloeg. Later in Tori's huis zegt Tori dat ze samen met Gerald in een team zat 7 jaar geleden. Tori besluit om Robbie te helpen met hambone om Gerald te verslaan. Al haar vrienden trainen met Robbie en dan gaan ze weer in een uitdaging. Robbie verliest weer, omdat er sushi wordt gegooid naar hem. Tori neemt een uitdaging met Gerald en Meryl gooit later ook sushi naar haar, maar ze eet het op. Tori wint later van Gerald, omdat hij een foutje maakte. Dus zij is de hambone koningin. Verder doet Cat aan tapdance. Gastrollen: Susan Chuang als mevr. Lee, Troy Doherty als Gerald en Andrew Caldwell als Meryl |            |                                                    |               |                                      |                   |               |  |
| 50 | 3          | De omgekeerde date (Opposite Date)                 | Steve Hoefer  | Dan Schneider & Warren Bell          | 13 oktober 2012   | 317           |  |
| Tori, Beck, André en Robbie willen graag naar een museum, alleen André en Robbie kunnen niet. Dus Beck en Tori gaan samen, maar omdat ze alleen met z'n tweeën zijn, is dit een zogenaamde date. Cat vertelt het per ongeluk aan Jade, dus daarom gaan ze de volgende avond Tori en Beck achtervolgen. In die avond eten Beck en Tori van een slechte viswagen. Ze gaan ook naar de dierenarts om een crème te halen voor de hond van Beck. De andere klanten vragen aan hen over hun relatie. Wanneer Cat en Jade daar ook komen, vertelt Beck aan Jade dat er geen relatie is. Verder raakt André's Pearpad beschadigd door kleine kinderen. Dus maken Robbie en André een videoclip voor een wedstrijd om twee nieuwe Pearpads (in het echt de nieuwe iPad). Echter, tijdens het filmen vallen ze op de grond en kunnen niet meer opstaan, omdat ze als peren zijn verkleed. Afwezig: Daniella Monet als Trina Vega |            |                                                    |               |                                      |                   |               |  |
| 51 | 4          | Drie meiden en een Moose (Three Girls And A Moose) | David Kendall | Dan Schneider & Christopher J. Nowak | 20 oktober 2012   | 319           |  |
| Robbie, Beck en André organiseren een Tinkle-Aid op de Karaoke Dokie. Dit, omdat de jongens graag geld willen verdienen voor een nieuw jongenstoilet in Hollywood Arts omdat er een meisjestoilet meer is gebouwd. Tori, Cat en Jade proberen om aandacht te trekken bij Moose, een Canadese vriend van Beck. Tori doet dat door hockey, Jade door middel van een favoriete film genaamd The Scissoring en Cat met zelfgemaakte hamburgers. Ze gaan met hem naar Karaoke Dokie. Later gaat Moose naar de camper van Beck. Tori, Cat en Jade volgen hem. Helaas heeft Moose gezegd dat hij van Canadese meisjes houdt. Tijdens de Tinkle-Aid gaan Tori en Cat een liedje zingen over LA jongens. Ze helpen ook mee voor de Tinkle-Aid. Moose is er niet, omdat hij samen met Jade in de auto zit en ze met elkaar zoenen. Gastrollen: Brandon Jones als Moose Liedje: "L.A. Boyz" door Victoria Justice en Ariana Grande |            |                                                    |               |                                      |                   |               |  |
| 52 | 5          | Geen Bereik (Cell Block)                           | Adam Weissman | Dan Schneider & Warren Bell          | 24 november 2012  | 318           |  |
| Sikowitz vindt dat Tori, André, Robbie, Cat, Beck en Jade te veel hun smartphone gebruiken. Dus Sikowitz daagt ze allemaal uit om een week zonder hun mobiel en moderne technologie te leven. Als ze het kunnen, krijgen ze allemaal een tien voor het hele semester. Cat kan er niet tegen en koopt een speelgoedmobiel. Later legt Sikowitz de doos met de gsm's voor hen. Cat pakt bijna haar mobiel, maar Tori en haar vrienden houden haar tegen. Dankzij Cat maken ze een wedstrijd tussen de jongens en de meisjes. Tori en Jade denken het niet vol te houden door Cats liefde voor de gsm en proberen de jongens te laten verliezen. Ze leiden Robbie af om zijn mobieltje te gebruiken, maar André en Beck hebben hem tegengehouden. Later vindt Sikowitz dat ze het mogen gebruiken. De meisjes hebben hun smartphone gebruikt. De jongens hebben gewonnen, omdat de wedstrijd nog bezig is en de smartphones van de jongens staan uit. Sikowitz heeft de jongens meegeholpen, omdat hij een jongen is. Afwezig: Daniella Monet als Trina Vega |            |                                                    |               |                                      |                   |               |  |
| 53 | 6          | Tori Fixes Beck and Jade                           | David Kendall | Dan Schneider & Warren Bell          | 1 december 2012   | 320           |  |
| Beck wil graag omgaan met een meisje genaamd Meredith. Echter kan dat niet, omdat hij Jade dan jaloers maakt. Tori en André proberen om een jongen te sturen naar Jade om met haar om te gaan. Helaas is het plan mislukt, omdat zij eng is. Jade komt erachter over Beck en het meisje. In de avond zingt Jade voor Beck om hem terug te winnen. Na het zingen, komt Beck op het podium en zoenen ze met elkaar. Gelukkig is de relatie weer hersteld na maanden. Verder heeft Robbie een vlinder van zijn zus. Cat wil die graag zien, maar dat mag niet. Dus Cat flirt met hem en Robbie vindt het goed dat ze komt kijken. Echter, de vlinder is uit zijn kooi ontsnapt en vliegt in het oor van Cat. Robbie probeert om de vlinder uit haar oor te halen, maar dat lukt niet. In de avond is de vlinder uit het oor van Cat dankzij André' oma's geschreeuw. Gastrollen: Britney Bailey als Meredith en Jarrod Bailey als Braden Liedje: "You Don't Know Me" door Elizabeth Gillies |            |                                                    |               |                                      |                   |               |  |
| 54 | 7          | Duizend Bessenballen (One Thousand Berry Balls)    | David Kendall | Dave Malkoff & Dan Schneider         | 8 december 2012   | 326           |  |
| Robbie vraagt aan Cat om mee te gaan naar de Cow Wow, een cowboy schoolfeest. Echter rent Cat steeds weg, maar Robbie vertelt dat hij met Gabriella naar het schoolfeest gaat. Cat wordt hierdoor jaloers en gooit een stoel tegen de muur. Tijdens het dansfeest ziet zij dat Robbie met Gabriella danst. Dus zij danst met Sinjin om hem jaloers te maken. Echter raakt Cat bewusteloos, omdat Sinjin een karatetrap heeft gegeven. Daarna verzorgt Robbie haar. André biedt een baan aan Tori om bij een yoghurtwinkel te gaan werken genaamd Yotally Togurt. Dit, omdat zij geld moet verdienen. Tori krijgt een taak van de baas om 1000 bosvruchten ijsballen gratis uit te delen. Helaas lukt dat niet voor sluitingstijd, dus Tori doet de bosvruchten ijsballen in haar hoed, maar ze smelten en lekken over haar gezicht. Ze heeft wel geld verdiend. Daarna komen ze naar het schoolfeest om een liedje te gaan zingen. Na het zingen heeft Robbie een geheim voor Cat. Hij zoent met haar. Helaas is Cat geschrokken en fietst er gelijk vandoor. Afwezig: Daniella Monet als Trina Vega Liedje: "Here's 2 Us" door Victoria Justice en Leon Thomas III |            |                                                    |               |                                      |                   |               |  |
| 55 | 8          | Robbie verkoopt Rex (Robbie Sells Rex)             | Adam Weissman | Dan Schneider & Christopher J. Nowak | 15 december 2012  | 321           |  |
| Robbie krijgt een muziekcarrière van Mason, maar dat is niet waar. Dan heeft Francis, de zoon van Mason, interesse om Rex te kopen voor $ 2000. Robbie verkoopt Rex aan Francis en hij krijgt een pop genaamd Goonter. Helaas wordt Robbie gek, omdat hij niet zonder Rex kan leven. Ondertussen wordt Sikowitz gepest en geïrriteerd door Rhoda, de dochter van de buurvrouw van Sikowitz. Tori heeft een idee om samen met haar naar Francis te gaan. Hij wordt afgeleid door een kus op de wang en vergeet Rex. Daarna krijgt Robbie Rex weer terug. Verder is er een gemaskerde jongen, die met bloem naar iemands gezichten gooit. Later wordt hij ontmaskerd. Hij heet Tom. Hij gooit met bloem, omdat hij verveeld is tijdens zijn vrije semester. Tevens gebruikt hij bloem van zijn moeder, die nog overheeft van het bakken. Gastrollen: Charles Shaughnessy als Mason Thornesmith, Valerie Hinkle als Amanda, Jarrod Bailey als Braden, Cole Jensen als Francis, Mackenzie Smith als Rhoda en David Buehrle als Tom |            |                                                    |               |                                      |                   |               |  |
| 56 | 9          | Een slechte huisgenoot (The Bad Roommate)          | Steve Hoefer  | Dan Schneider & Warren Bell          | 5 januari 2013    | 322           |  |
| André wordt gek van zijn oma, die hem de hele tijd lastigvalt tijdens het maken van een liedje. Hij besluit te gaan wonen bij Tori. Tori vindt dat oké. Helaas zijn ze geen goede huisgenoten. Tori heeft er last van dat André ook 's nachts aan zijn liedje werkt. Na wat geruzie besluiten ze samen om het liedje af te maken. Tori en André zingen het liedje voor Kojeezy. Hij vindt het goed, maar ze moeten ook nog een babytest doen. De baby is aan het huilen, dus het is niet goed. Verder staat op PearMaps een foto van Hollywood Arts, maar Jade staat daar op terwijl ze in haar neus peutert. Deze foto wordt vervangen door een nieuwe foto, maar op deze foto lijkt het net dat Jade en Robbie aan het zoenen zijn. Gastrollen: Kool Kojak als Kojeezy Liedje: "Faster Than Boyz" door Victoria Justice en Leon Thomas III |            |                                                    |               |                                      |                   |               |  |
| 57 | 10         | Brain Squeezers                                    | Clayton Boen  | Dan Schneider & Warren Bell          | 12 januari 2013   | 324           |  |
| Tori vertelt aan haar vrienden dat zij teamcaptain is van de spelshow Brain Squeezers. Zij vertelt dat het spel leuk is en je een hoofdprijs kan winnen van $ 10000. Tori heeft teamleden nodig om aan het spel te kunnen deelnemen. Al haar vrienden proberen haar te overtuigen om in het team te komen. Later heeft Tori besloten om André, Beck en Robbie in het team te zetten. Voor de opname heeft Jade eerder ingecheckt dan Tori, maar dan onder haar naam. Er ontstaat een ruzie en uiteindelijk mag Tori meedoen met de overgebleven teamleden Cat, Trina en Sinjin in het blauwe team. Jade is de teamcaptain van het gele team met André, Beck en Robbie. Tijdens het spel wordt het anders gespeeld dan verwacht. Het teamlid dat het verkeerde antwoord geeft, krijgt een fysieke straf. Zo krijgt Jade een lading batterijen op haar hoofd, Cat wordt geslagen door een bokshandschoen en Beck wordt in zijn kruis geslagen door een bowlingbal. Het andere team krijgt dan 100 punten. Na de stand "1900-1900" heeft iedereen, behalve Tori, veel pijn opgelopen. Het team van Tori wint na de laatste vraag het spel. Tori speelt de finale voor geld. Helaas lukt dat niet, omdat zij onder een sumoworstelaar het geld niet kan pakken. Gastrollen: Jonathan Chase als Dave, de presentator en Malcolm Foster Smith als Dorian, de regisseur, John Brickner als Joey en Solofa Fatu als de sumoworstelaar |            |                                                    |               |                                      |                   |               |  |
| 58 | 11         | Volgersgevecht (The Slap Fight)                    | Steve Hoefer  | Dan Schneider & Christopher J. Nowak | 19 januari 2013   | 327           |  |
| Tori en haar vrienden raken geïrriteerd, omdat Trina meer dan 1000 volgers heeft op haar The Slap pagina. Ze gaan met elkaar in strijd om meer volgers te krijgen voor hun The Slap pagina's. Cat doet dat door 1000 tweets per dag te versturen, Robbie door een "make-over", Beck door sexy auto te wassen en Tori door vieze melk te drinken. Later hebben ze ruzie, omdat ze valse tweets naar elkaar sturen. Daarna vertelt Sinjin dat hij heeft gehackt om meer volgers en populairder te maken voor Trina's pagina. Daarna vergeven ze elkaar en maken hun filmopdracht af, maar de film was de slechtste van de school. Gastrollen: Amanda Clayton als Tilda, de leraar |            |                                                    |               |                                      |                   |               |  |
| 59 | 12         | Meeslepend Moment (Star Spangled Tori)             | Adam Weissman | Dan Schneider & Christopher J. Nowak | 26 januari 2013   | 325           |  |
| Tori mag op de televisie het Amerikaanse volkslied zingen voor de basketbalwedstrijd. Zij probeert de tekst niet te vergeten. Helaas wordt zij tijdens de wedstrijd meegesleurd door een hond en is vernederd voor de televisie. Na een tijdje hoort Tori van André en Beck dat zij in talkshow mag komen van Chris Burm. Tijdens "de reclame" van de talkshow wil de presentator een grap uithalen voor Tori. Hij wil als Tori klaar is met zingen, een nephond laten ontploffen dat vol zit met spaghetti. André en Beck horen dit, dus ze halen de bom uit de hond en verstoppen onder de stoel van de presentator. Aan het einde raakt de presentator gewond. Verder vinden Jade en Robbie verdacht dat Cat iets raars op school doet. Later komen ze achter dat Cat op school woont. Haar broer heeft een 'speciale' behandeling nodig en woont daarom voor 6 maanden tot twee jaar met hun ouders aan de andere kant van het land. Cat woonde bij haar gemene oom en tante en is daar uit huis weggelopen. Jade vraagt waarom Cat dan niet bij haar oma woont, en Cat zegt dat zij in Venetië woont. Maar het blijkt dat Cat's oma in Venice, California woont, en Cat kan dus bij haar oma intrekken. Gastrollen: Nathan Anderson als Chris Burm, de presentator Liedje: "Bad Boys" door Victoria Justice |            |                                                    |               |                                      |                   |               |  |
| 60 | 13         | Ja of ja? (Victori-Yes)                            | David Kendall | Dan Schneider & Christopher J. Nowak | 2 februari 2013   | 323           |  |
| Sikowitz daagt zijn leerlingen uit om voor één dag alles ja te zeggen. Dit geven de volgende situaties. Cat draagt een Pajelehoocho. Zij vraagt aan Robbie om dit ook te dragen. Hij moet helaas ja zeggen. Echter als ze hun kleding moeten geven aan de zwevers, dan staan ze in hun ondergoed en moeten in de vuilnisbak naar huis rollen. André moet samen met Posey een lied schrijven met tomatensap, haar kleine voeten en haar gekke houding. Beck en Sinjin moeten samen naar een autoracewedstrijd. Tori en Jade beleven samen thuis en zien op de televisie "Divertisimo" met Trina als hoofdrol, maar het wordt niet in Mexico opgenomen, maar in Los Angeles. Tori en Jade gaan naar de studio om te kijken. De regisseur wil graag dat ze alle drie in de volgende scène komen. Ze moeten helaas ja zeggen. Opmerking: Dit is de laatste aflevering van Victorious. |            |                                                    |               |                                      |                   |               |  |

Lijst van afleveringen